# Archimede Seguso

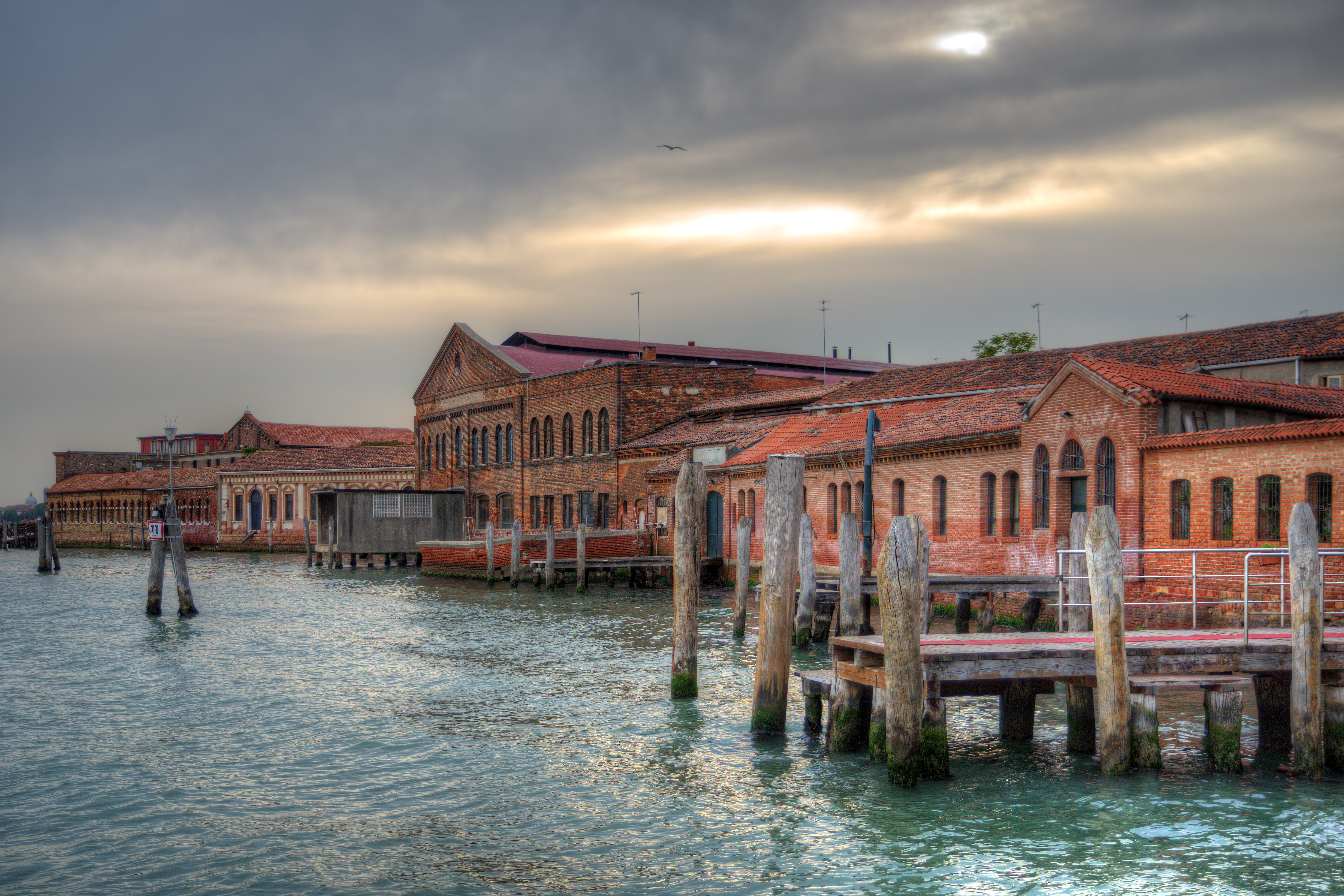
Murano, Italië

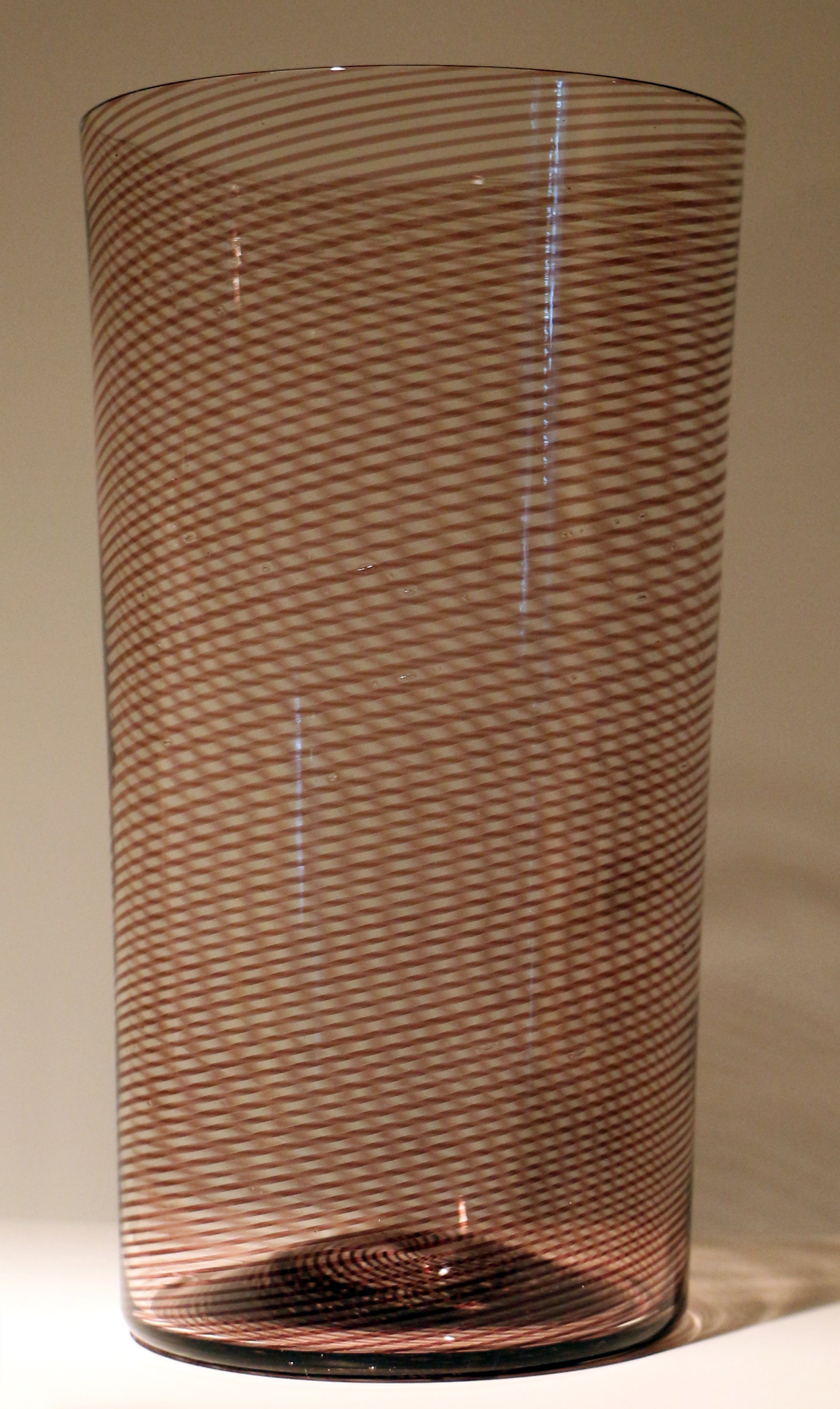
Glaswerk (circa 1960) van Seguso

Archimede Seguso (Murano, 17 december 1909 – aldaar, 6 september 1999) was een ondernemer-kunstenaar van Muranoglas in Venetië. Hij zorgde in de 20e eeuw voor een revival van dit type Venetiaans glas.

## Levensloop
Seguso leefde op het eiland Murano, een eiland nabij Venetië dat bekend is om zijn glasblazerijen. Als tiener werkte hij in de glasblazerij waar zijn vader Antonio Seguso vennoot was. Aan de leeftijd van 20 jaar was hij maestro of meester in het vak geworden. Seguso bleef voor zijn vader werken tot de Beurskrach van 1929.
In 1933 stichtte Seguso met andere vennoten een glasblazerij: de Artistica Vetreria e Soffieria Barovier Seguso & Ferrier. De artistieke ontwerper was Flavio Poli doch na hem was het Seguso zelf. In 1942 kocht hij zich uit de firma.
In 1946 stichtte Seguso zijn eigen bedrijf. Hij was zowel bestuurder als ontwerper als artistiek directeur. De naam van zijn firma was naam hem genoemd: Vetraria Archemede Seguso. Zijn zonen vervoegden het bedrijf, Gino Seguso in 1959 respectievelijk Giampaolo Seguso in 1964. Kleinzoon Antonio Seguso volgde in 1985.
Met Seguso en zijn glasblazerij ontstond er een revival van Muranoglas. Nadat hij de oude technieken uit de 16e eeuw bestudeerd had, ontwikkelde hij twee soorten van oud Muranoglas. Het ging om filigrana glas en piume glas. In filigrana glas lopen er sierlijke lijnen; piume glas vertoont een patroon van een pluim of veer. Naast oude technieken ontwikkelde Seguso nieuwe zaken: cordonati glas of glas met knopen in, en aghiformi of naaldvormig glas. Tevens experimenteerde hij met contrasterende kleuren in glaswerk.
Seguso exposeerde dertienmaal op de Biennale van Venetië, en dit tussen de jaren 1936 en 1972. Hij deed dit ook op de Triennali van Milaan en eenmalig bij Tiffany & Co in New York (1989). Hij stierf tien jaar later (1999).
Seguso’s glaswerk staat in buitenlandse musea zoals het Victoria and Albert Museum in Londen, het Indianapolis Museum of Art en het Museum of Modern Art in New York, alsook in het museum van het Amerikaans glasbedrijf Corning Incorporated. 